# Zuidoost-Duits voetbalkampioenschap 1906/07
In 1906/07 werd het eerste officiële voetbalkampioenschap gespeeld dat georganiseerd werd door de Zuidoost-Duitse voetbalbond. In het voorgaande jaar vond er al een finale plaats tussen de kampioenen van Breslau en Neder-Lausitz, echter wordt deze niet erkend als een officiële Zuidoost-Duitse titel. Schlesien Breslau werd kampioen en plaatste zich voor de eindronde om de Duitse landstitel. De club verloor in de eerste ronde met 1-2 van BTuFC Viktoria 1889. 

## Deelnemers aan de eindronde
| Club                   | Gekwalificeerd als         |
| ---------------------- | -------------------------- |
| SC Schlesien Breslau   | Kampioen van Breslau       |
| TuFC Britannia Cottbus | Kampioen van Neder-Lausitz |
| ATV Liegnitz           | Kampioen van Neder-Silezië |
| FC Preußen Kattowitz   | Kampioen van Opper-Silezië |

## Eindronde

### Kwalificatie
|               |              |       |                      |         |
| 10 maart 1907 | ATV Liegnitz | 5 – 1 | FC Preußen Kattowitz | Breslau |
| 10 maart 1907 |              |       |                      | Breslau |

### Halve Finale
Schlesien Breslau was rechtstreeks geplaatst voor de finale.
|               |                        |       |              |  |
| 17 maart 1907 | TuFC Britannia Cottbus | 3 – 2 | ATV Liegnitz |  |
| 17 maart 1907 |                        |       |              |  |

### Finale
|               |                      |       |                        |  |
| 31 maart 1907 | SC Schlesien Breslau | 2 – 1 | TuFC Britannia Cottbus |  |
| 31 maart 1907 |                      |       |                        |  |